# Leipzig-Lindenau järnvägsstation

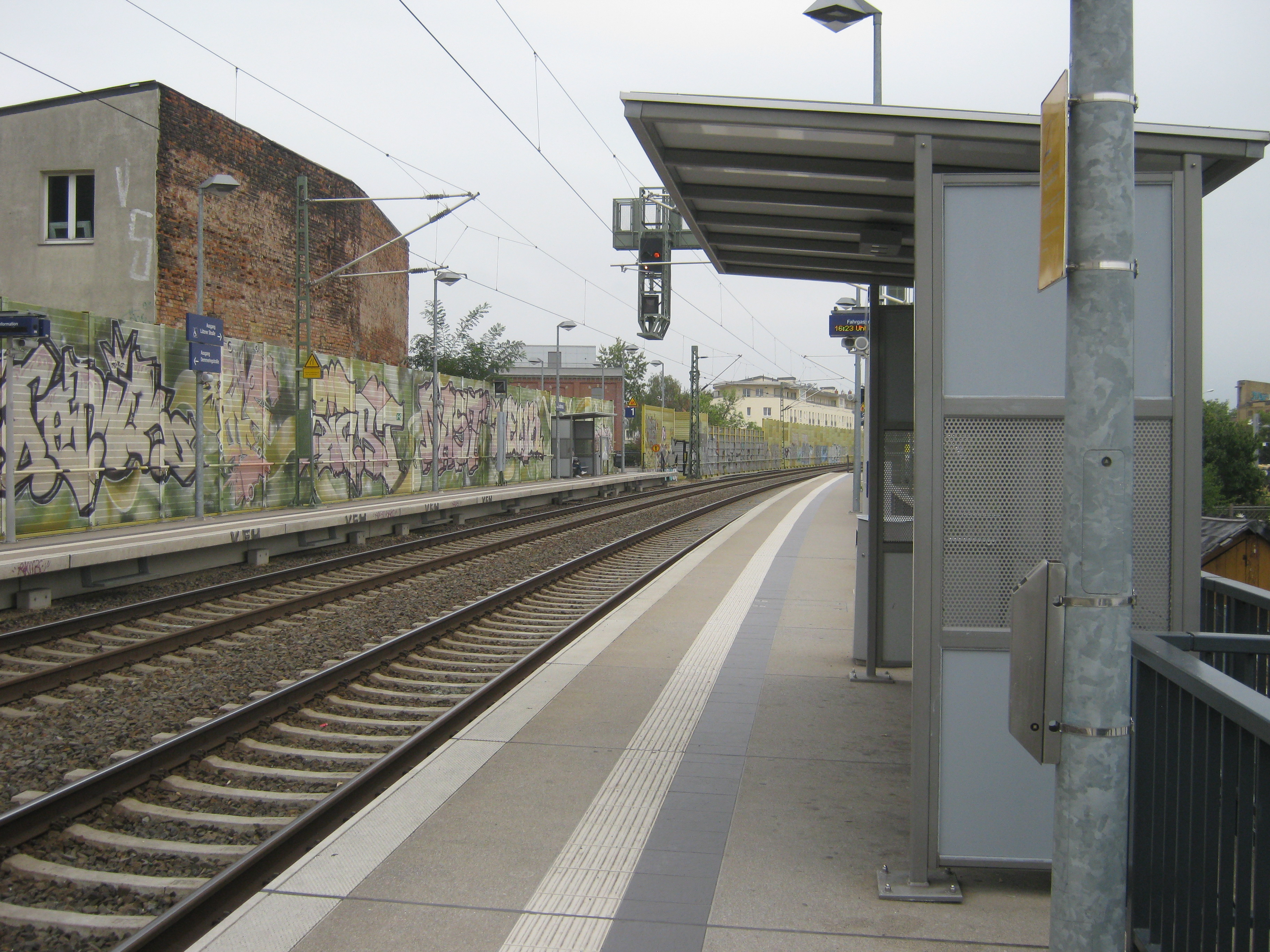
Leipzig-Lindenau järnvägsstation

Leipzig-Lindenau (tyska: Haltepunkt Leipzig-Lindenau) är en järnvägsstation i Leipzig, Tyskland. Stationen ligger på linjen Leipzig–Probstzella. Stationen är sedan december 2013 en del av S-Bahn Mitteldeutschland, och trafikeras av linje S1 och S10.  